# Fundación Hispanojudía
La Fundación Hispanojudía es una fundación española fundada en 2016 por David Hatchwell y Alberto Ruiz Gallardón, con sede en Madrid (España).

## Actividades
Organizó la «Semana Hispanojudía en México» en octubre de 2022 con una serie de eventos en Monterrey y Ciudad de México. y con una escultura en Ciudad de México por los cinco siglos de presencia judía en México.
En diciembre de 2018, la FHJ organizó, por primera vez en 606 años, un rezo en hebreo en la que fuera la Sinagoga Mayor de Toledo, luego convertida en iglesia y actualmente aún propiedad de la Iglesia Católica.
En 2023, entregaron el premio Doña Gracia, en su primera edición, al diseñador Stuart Weitzman.
En septiembre de 2024, la FHJ y la Universidad Internacional de Texas A&M firmaron un acuerdo bilateral para permitir proyectos de investigación, y colaboraciones culturales y educativas entre ambas entidades.
El 30 de diciembre de 2024, la FHJ anunció el lanzamiento de un documental titulado "Los 2000 niños judíos españoles secuestrados", producido en colaboración con la comunidad judía portuguesa de Oporto, que narrará un impactante episodio de 1493 que involucró a la comunidad judía española refugiada en Portugal tras su expulsión de España el año anterior.

## El Museo Hispanojudío
El principal proyecto de la FHJ consiste en construir el Museo Hispanojudío en Madrid.